# دارين جاكسون
دارين جاكسون (بالإنجليزية: Darren Jackson)‏ هو لاعب كرة قدم اسكتلندي دولي سابق كان يلعب كمهاجم. سبق له أن لعب في كأس العالم لكرة القدم 1998 مع منتخب بلاده.

## روابط خارجية
- دارين جاكسون على موقع الاتحاد الدولي (مؤرشف)  (الإنجليزية)
- دارين جاكسون على موقع الاتحاد الإسكتلندي (الإنجليزية)
- دارين جاكسون على موقع قاعدة بيانات كرة القدم.إي يو (الإنجليزية)
- دارين جاكسون على موقع ناشيونال فوتبول تيمز (الإنجليزية)
- دارين جاكسون على موقع Soccerbase.com (لاعب) (الإنجليزية)
- دارين جاكسون على موقع عالم كرة القدم.نت (الإنجليزية)